# Cesare da Sesto

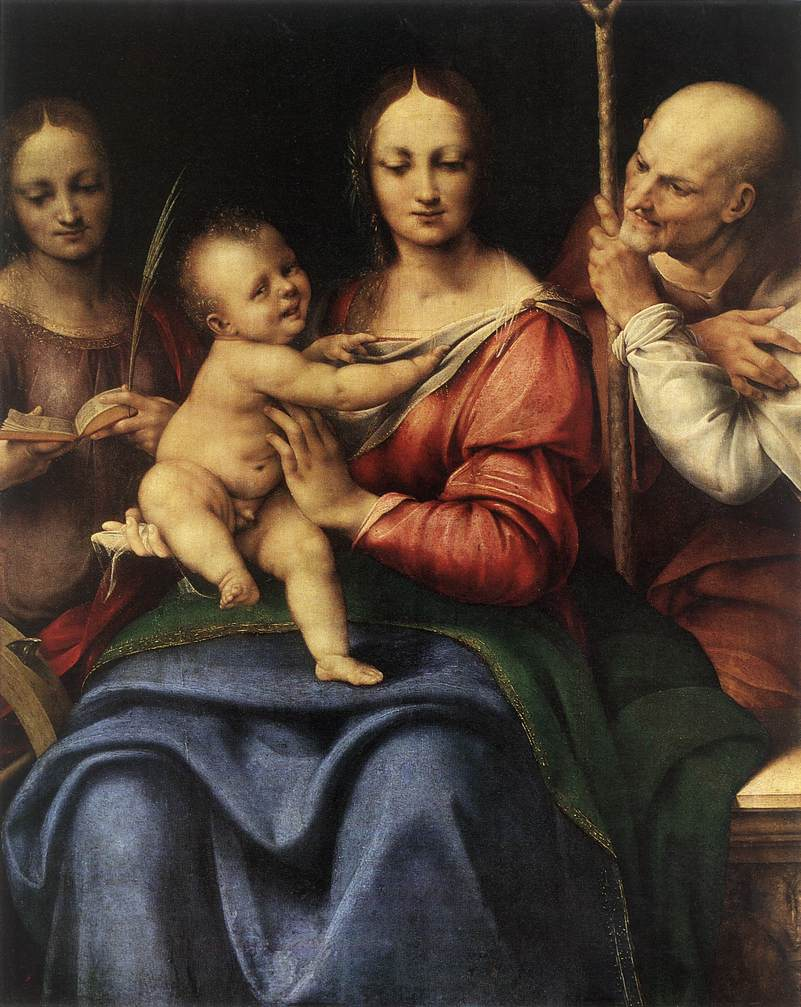
Madonna del Bassorilievo, par Cesare da Sesto, Musée de l'Ermitage de Saint-Pétersbourg

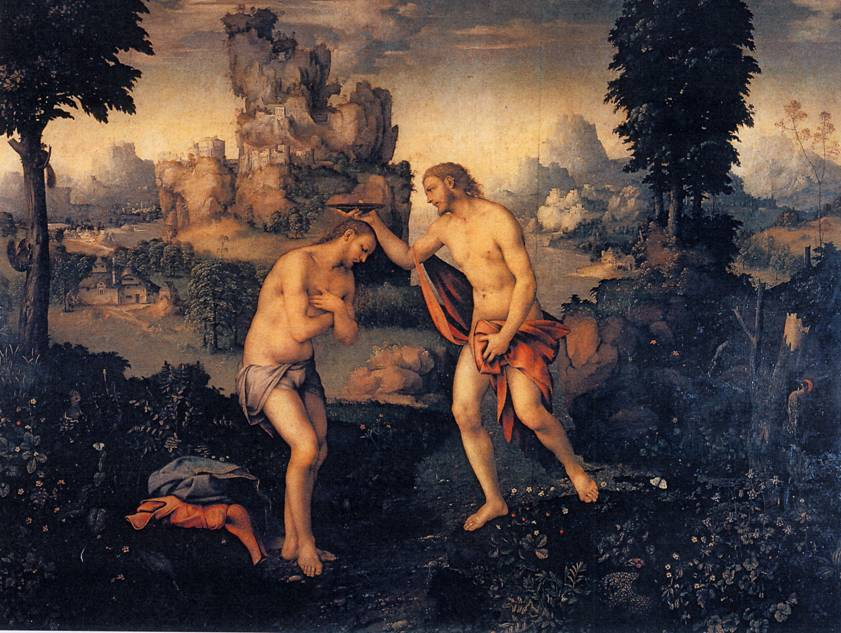
Le Baptême du Christ de Cesare da Sesto et Bernazzano

Cesare da Sesto (né en 1447 à Sesto Calende, dans l'actuelle province de Varèse, alors dans le duché de Milan et mort le 27 juillet 1523 à Milan) est un peintre lombard marqué par l’influence et l’enseignement de Léonard de Vinci, puis par sa rencontre à Rome avec Raphaël.

## Biographie

### Les années d'apprentissage
Bien qu’il ne soit jamais cité par Léonard de Vinci dans ses carnets, Cesare da Sesto est considéré comme l'un de ses élèves, sans doute à la fin du premier séjour milanais de Léonard (entre 1482 et 1499). Son style et son inspiration seront à tout jamais marqués par cette influence. La Léda et le cygne de Wilton House est une copie du tableau aujourd’hui disparu de Léonard de Vinci  et  la Vierge à l’Enfant et l’agneau du musée Poldi Pezzoli de Milan (peinte sans doute vers 1515) est une variante de la Sainte Anne, la Vierge et l’Enfant Jésus du Louvre.

### Les années romaines
On le retrouve à Rome en 1508, où il aurait reçu sa première commande de Jules II pour la  Chambre d'Héliodore (Stanza di Eliodoro) et pour des fresques pour la volière (ucceliera) aujourd’hui détruite du Vatican. C'est sans doute à cette occasion qu'il rencontre Raphaël, puisque celui-ci reprend le programme iconographique de la Chambre d'Héliodore, d'abord confié à Luca Signorelli, Bramantino, Lorenzo Lotto et Cesare lui-même.
Il peint, avant 1511, un Christ en douleur avec son donateur, aujourd’hui au Musée Capodimonte de Naples. Le donateur est identifié avec le cardinal Oliviero Carafa, archevêque de Naples, une des personnalités importantes de la curie romaine.
Il collabore avec Baldassare Peruzzi qu'il suit à Ostie de 1511 à 1513 pour peindre les fresques du Palais Épiscopal, lorsque le cardinal Raffaele Riario, neveu de Jules II, vient s’y installer. Il s’agit de scènes de bataille, en partie inspirées de la colonne de Trajan (le cardinal avait participé au côté de son oncle aux campagnes militaires contre Bologne et contre les Français).

### Les années siciliennes
Il se rend ensuite en Sicile. Des marchands génois  lui commandent  pour l‘oratoire de l‘église San Domenico de Messine une Vierge à Enfant Jésus avec Saint Jean Baptiste et Saint Georges (aujourd’hui au San Francisco Museum of Art). Son Adoration des Mages du Musée de Capodimonte de Naples (1515-1517) exercera une grande influence sur les artistes du Sud de l’Italie. Il peint aussi un tableau d’autel pour le couvent San Domenico de Catane, dont il ne reste depuis le tremblement de terre de 1693 qu’un fragment du visage de la Vierge.

### Retour à Milan
Il peint une Salomé dont on connaît deux versions, l’une au Kunsthistorisches Museum de Vienne et l’autre à la National Gallery de Londres, et en collaboration avec Bernazzano, le Baptême du Christ (collection Gallarati-Scotti, Milan). Il peint entre 1515 et 1520 les deux versions de la Madone au bas-relief (Madonna del Bassorilievo), l'une conservée au Musée de l'Ermitage de Saint-Pétersbourg, l'autre à Elton Hall, en Angleterre.
Sa dernière œuvre et un de ses chefs-d’œuvre est le polyptyque de San Rocco, commandé par la Confrérie homonyme. Sur les quatorze volets, seuls six ont été conservés (Saint Jean Baptiste, le saint protecteur de la peste, Saint Jean l‘Évangéliste, Saint Christophe, Saint Sébastien, Saint Roch et une Vierge à l'Enfant) et figurent dans les collections du Castello Sforzesco à Milan.
Cesare da Sesto  meurt le 27 juillet 1523. Ce sont sans doute ses assistants qui terminèrent le polyptyque.
La Pierpont Morgan Library possède un carnet de croquis et de notes de Cesare da Sesto.

## Œuvres
- Salomé et la tête de saint Jean-Baptiste, panneau de peuplier, 136 × 80 cm, Kunsthistorisches Museum de Vienne[8]
- Le christ portant sa croix, vers 1520, musée de Grenoble